# جيرار فيليون
جيرار فيليون هو صحفي وسياسي كندي، ولد في 18 أغسطس 1909 في للسل فيرته في كندا، وتوفي في 26 مارس 2005 في سان برونو دي مونترافلي في كندا. انتخب عمدة.